# Сенди-оол, Чаян Вадимович
Чаян Вадимович Сенди-оол — старший лейтенант Министерства внутренних дел Российской Федерации, погиб при исполнении служебных обязанностей, кавалер медали «За отвагу» и тувинского ордена Республики (обе награды — посмертно).

## Биография
Чаян Вадимович Сенди-оол родился 25 ноября 1990 года в столице Тувинской АССР — городе Кызыле. Являлся младшим ребёнком в семье. Учился в Кызыльской средней школе № 2. Активно занимался спортом, неоднократно побеждал на различных соревнованиях, имел целый ряд наград за спортивные достижения. Являлся победителем чемпионата Тувы по кикбоксингу, членом сборной команды республики по этому виду спорта. В составе сборной занял третье место на чемпионате Сибири по кикбоксингу, а также занял первое место на Всероссийском турнире. Был кандидатом в мастера спорта. Окончив среднюю школу, Сенди-оол поступил в Барнаульский юридический институт Министерства внутренних дел Российской Федерации. В 2013 году окончил это учебное заведение и вернулся в Кызыл.
С 2014 года Сенди-оол служил в системе Министерства внутренних дел Российской Федерации по Республике Тува. Занимал должность участкового уполномоченного Отдела участковых уполномоченных полиции и по делам несовершеннолетних Управления Министерства внутренних дел Российской Федерации по городу Кызылу. Исключительно положительно характеризовался по службе, неоднократно поощрялся руководством.
3 октября 2018 года Сенди-оол совместно с группой сослуживцев принимал участие в задержании группы воров, совершивших ряд хищений принадлежавшего гражданам имущества. Операция по захвату преступников проходила в микрорайоне «Спутник» города Кызыла. В ходе схватки один из задерживаемых ударил старшего лейтенанта полиции Чаяна Вадимовича Сенди-оола ножом. От полученного ранения полицейский скончался на месте. Вскоре после этого сотрудники кызыльской полиции задержали преступника, которым оказался 21-летний житель города Шагонара Республики Тува.
Указом Президента Российской Федерации старший лейтенант полиции Чаян Вадимович Сенди-оол посмертно был удостоен медали «За отвагу». Кроме того, Глава Республики Тува Шолбан Валерьевич Кара-оол посмертно удостоил его высшего республиканского ордена — ордена Республики, который был вручён им лично членам семьи погибшего.

## Память
- Именем Чаяна Сенди-оола названа улица в микрорайоне «Спутник» города Кызыла[5].
- В средней школе № 2 города Кызыла, в которой учился Сенди-оол, создан памятный уголок[6].
- Имя Сенди-оола увековечено на мемориале сотрудникам полиции Тувы, погибшим при исполнении служебных обязанностей.